# Vesby (Slien)
Vesby (dansk) eller Weseby (tysk) er en landsby i det nordlige Tyskland, beliggende i Kosel kommune (Rendsborg-Egernførde kreds) på halvøen Svans i det sydøstlige Sydslesvig. Landsbyen grænser i vest mod Sliens Store Bredning. Med den lille Vesby Sø (Wesebyer See) og Langsø (Langsee) er der to søer i Vesby. Nord for landsbyen ligger Mysunde Skov og landtungen Kilfod. Her lå i middelalderen den forhenværende fæstning Kil. I den danske tid hørte landsbyen under Kosel Sogn (Risby Herred). 
Vesby blev første gang nævnt 1462 som Wesebu. Stednavnet henviser til et sumpområde (oldnordisk veisa, olddansk wesa). Lidt ud for Vesby ligger udflytterstedet Skylbæk (Schoolbek).